# مجموعة جيوش كورلاند
مجموعة جيوش كورلاند ( (بالألمانية: Heeresgruppe Kurland) كانت مجموعة من الجيش الألماني على الجبهة الشرقية التي تم إنشاؤها من بقايا من مجموعة الجيوش الشمالية المعزولة في شبه جزيرة كورلاند من قبل قوات الجيش السوفيتي المتقدمة خلال هجوم البلطيق عام 1944 من الحرب العالمية الثانية. ظلت مجموعة الجيش معزولة حتى نهاية الحرب العالمية الثانية في أوروبا. أمرت جميع وحدات المجموعة العسكرية بالاستسلام من قبل قيادة فيرماخت المستسلمة في 8 مايو 1945.
في الوقت الذي اتفقت فيه جميع القوات المسلحة الألمانية على إنهاء الأعمال القتالية (انظر صك الاستسلام الألماني، 1945 )، أنهى الجيشان السادس عشر والثامن عشر للتابع لمجموعة جيوش كورلاند، بقيادة الجنرال (المشاة) كارل هيلبرت، الأعمال القتالية في الساعة 23:00، في 8 مايو 1945، استسلم ليونيد جوفوروف، قائد جبهة لينينغراد. بحلول مساء يوم 9 مايو 1945 استسلم 189000 من القوات الألمانية، بما في ذلك 42 ضابطا برتبة جنرال، في كورلاند جيب.

## التاريخ

### تسمية
تم إنشاء مجموعة القوات التي أصبحت تسمى مجموعة جيوش كورلاند عندما وصل الجيش الأحمر إلى بحر البلطيق بالقرب من نهر ميميل يوم الثلاثاء، 10 أكتوبر 1944.
نتيجة لذلك، تم فصل ما كان يعرف آنذاك باسم مجموعة الجيوش الشمالية في لاتفيا عن بقية الجيش الألماني، وبقي معزولًا عن بقية الحرب. كان هناك ما يقرب من 200000 جندي ألماني في 26 فرقة في ما كان يعرف باسم جيب كورلاند. بقيت مجموعة جيوش كورلاند موجودة حتى نهاية الحرب في أوروبا.
تم إنشاء مجموعة جيوش كورلاند في 25 يناير 1945، عندما قام أدولف هتلر بإعادة تسمية مجموعة الجيوش الشمالية ومجموعة الجيوش الوسطى ومجموعة الجيوش أ. عنت التغييرات التي احدثتها تسمية هتلر أن مجموعة الجيوش الشمالية أصبحت مجموعة جيوش كورلاند ( Heeresgruppe Kurland)، ومجموعة الجيوش الوسطى أصبحت مجموعة الجيوش الشمالية ( Heeresgruppe Nord) و''مجموعة الجيش أ'' أصبحت مجموعة الجيوش الوسطى ( Heeresgruppe Mitte).

### العزل
تتكون مجموعة الجيوش كورلاند من الجيش الألماني السادس عشر والجيش الألماني الثامن عشر. تم إرسال الجيشين إلى كورلاند جزئيًا لحماية أرض التدريب لقوات غواصات يو المتبقية.
بخلاف التوجهات السوفيتية الرئيسية، بقيت مجموعة جيوش كورلاند سليمة نسبيا. حتى مع قرب نهاية الحرب، كان الجيش قادرًا على الربط بين أربعة وعشرين إلى واحد وثلاثين فرقة، مع العدد الدقيق للانقسامات اعتمادًا على عدد الفرق المرتبطة أو التي يتم حسابها. ومع ذلك، بمكانها في بحر البلطيق، بقيت معزولة إلى حد كبير عن إعادة التزويد، ولم تتمكن من الخروج أو الإخلاء من تلك المنطقة.
خاضت مجموعة جيوش كورلاند ست معارك كبيرة في جيب كولاند بين 15 أكتوبر 1944 و4 أبريل 1945. تواريخ المعارك الست كانت كما يلي:
1. من 15 أكتوبر 1944 إلى 22 أكتوبر 1944
2. من 27 أكتوبر 1944 إلى 25 نوفمبر 1944
3. من 23 ديسمبر 1944 إلى 31 ديسمبر 1944
4. من 23 يناير 1945 إلى 3 فبراير 1945
5. من 12 فبراير 1945 إلى 19 فبراير 1945
6. من 17 مارس 1945 إلى 4 أبريل 1945

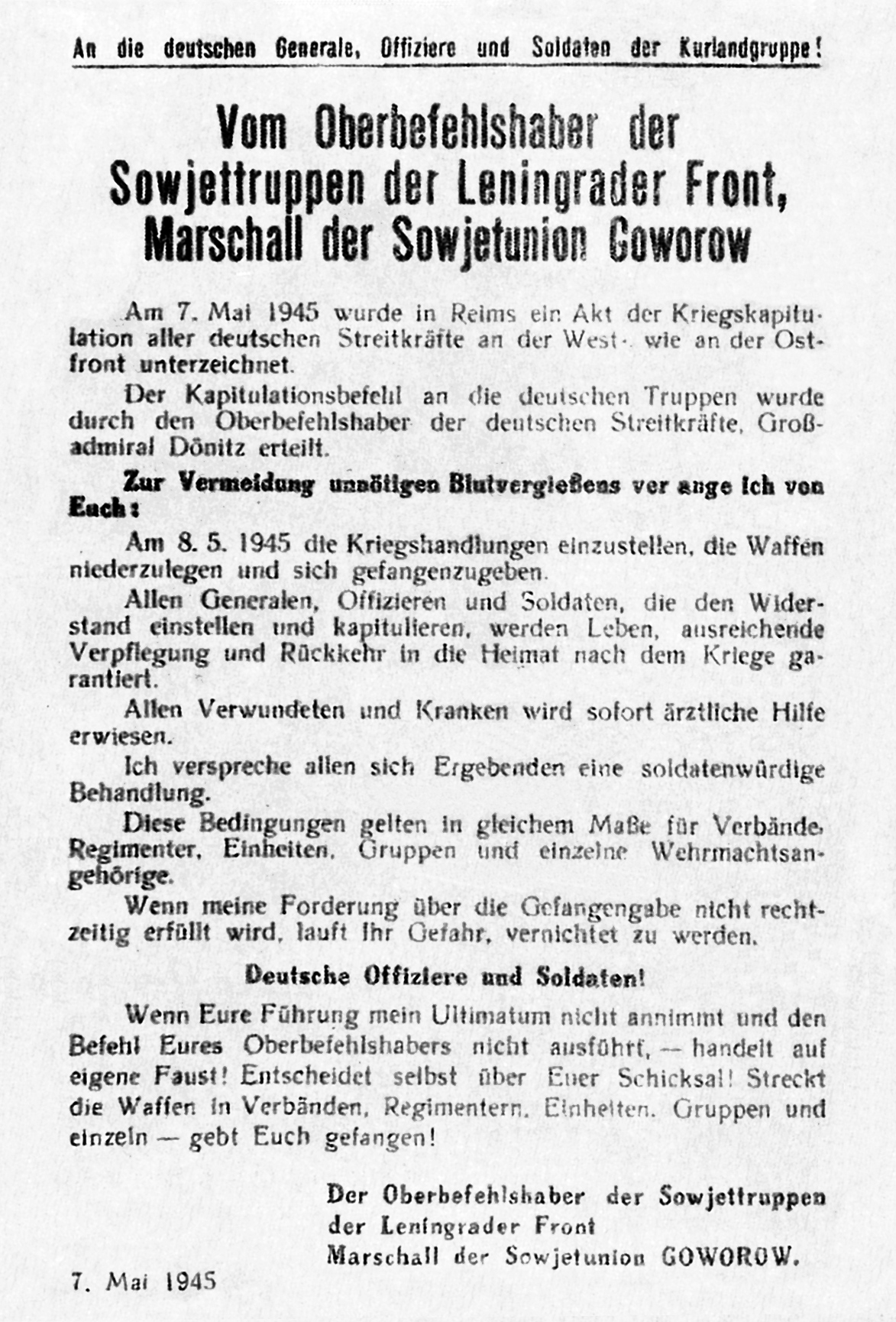
الانذار السوفيتي

في 7 مايو 1945، أمر رئيس الدولة الألمانية (ستاتسوبيروبت) والرئيس (ريشسبراسينت) كارل دونيتز العقيد كارل هيلبيرت، باستسلام مجموعة جيوش كورلاند. هيلبيرت كان آخر قائد للقوات المسلحة في الجيش. سلم هلبرت نفسه، وموظفيه الشخصيين، وثلاث فرق من الفيلق الثامن والثلاثين إلى مشير الاتحاد السوفيتي ليونيد غوفوروف. أرسل هيلبرت الرسالة التالية إلى قواته: "إلى جميع الرتب! وافق المارشال غوفورود (sic) على وقف لإطلاق النار في الساعة 14:00 يوم 8 مايو. سيتم إبلاغ القوات على الفور. رفعت الأعلام البيضاء.
في 8 مايو، نجح الجنرال راوسر (رئيس قسم اللوجستيات في مجموعة الجيوش) في الحصول على شروط استسلام أفضل من السوفيات. في 9 مايو، بدأت اللجنة السوفيتية في بيلي في استجواب الأسرى من مجموعة جيوش كورلاند. بدأ السوفييت جولة عامة لجميع القوات الألمانية المتبقية في جيب كورلاند. بحلول نهاية مايو، أمنت قوات جبهة لينينغراد شبه جزيرة كورلاند، لتصل إلى ساحل خليج ريغا وبحر البلطيق.
في الفترة من 9 مايو إلى 12 مايو، استسلم 140408 من رجال وضباط الصف، و0583 من الضباط و28 جنرال في جيب كورلاند. كانت المعدات التي تم الاستيلاء عليها في نفس الفترة: 75 طائرة؛ 307 دبابة ومدافع ذاتية الدفع؛ 1427 بندقية؛ 557 هاون 3,879 مدافع رشاشة؛ 52887 بندقية ورشاشات؛ 219 ناقلة أفراد مصفحة؛ 310 محطة إذاعية؛ 4,281 سيارة؛ 240 جرار، 3,442 عربة محملة بالشحنات العسكرية، 14,056 حصان.
في 23 مايو، تم الانتهاء من الجولة السوفيتية للقوات الألمانية في جيب كورلاند. تم أسر ما مجموعه حوالي 180,000 جندي ألماني. تم تسليم الضباط الألمان الأسرى إلى NKVD. تم نقل معظم الأسرى إلى معسكرات في تلال فالداي.

### بعد الاستسلام
بعد الاستسلام، حاولت بعض عناصر مجموعة جيوش كورلاند لفترة وجيزة باعادة تشكيل نفسها كفرايكوربس. كان هذا عملاً يذكرنا بالإجراءات المماثلة المتخذة في نهاية الحرب العالمية الأولى. تم منع تشكيل فرايكوربسمن قبل السوفيات. لانه لم يكن السوفيت يعتزمون بقاء الألمان في منطقة كورلاند بعد الحرب.
هرب عدد من الجنود الألمان والإستونيين واللاتفيين من الأسر السوفيتي. ذهب حوالي 4000 جندي من لاتفيا إلى الغابات وشكلوا منظمات حزبية لمواصلة قتالهم ضد السوفييت وللحصول على استقلال لاتفيا التي احتلها الاتحاد السوفيتي.

## القادة
| الرقم | صورة                     | Commander                                          | تولى المنصب     | ترك المنصب      | مدة شغل المنصب |
| ----- | ------------------------ | -------------------------------------------------- | --------------- | --------------- | -------------- |
| 1     | لوثر رندوليك             | Generaloberst لوثر رندوليك (1887–1971)             | 15 January 1945 | 27 January 1945 | 12 أيام        |
| 2     | Heinrich von Vietinghoff | Generaloberst Heinrich von Vietinghoff (1887–1952) | 27 January 1945 | 10 March 1945   | 42 أيام        |
| (1)   | لوثر رندوليك             | Generaloberst لوثر رندوليك (1887–1971)             | 10 March 1945   | 25 March 1945   | 15 أيام        |
| 3     | Carl Hilpert             | Generaloberst Carl Hilpert (1888–1947)             | 25 March 1945   | 8 May 1945      | 44 أيام        |

## كبار الضباط المستسلميين
- جنرال المشاة كارل هيلبرت، قائد مجموعة جيوش كورلاند؛
- الفريق فريدريش فويرتش، رئيس أركان مجموعة الجيوش كورلاند؛
- اللواء راوزر، رئيس قسم اللوجستيات في مجموعة الجيوش كورلاند؛
- اللفتنانت جنرال كيلر، رئيس الخدمة البيطرية في مجموعة الجيوش كورلاند؛
- الفريق فولكامير فون كيرشنستينباخ، قائد الجيش السادس عشر ؛
- الفريق إرينفريد - أوسكار بويج، قائد الجيش الثامن عشر؛
- اللفتنانت جنرال أوسنجر، قائد فيلق الجيش الأول؛
- اللفتنانت جنرال غوس، قائد فيلق الجيش الثاني؛
- جنرال المدفعية توماستشكي، قائد فيلق الجيش العاشر؛
- الفريق ويبر، قائد فيلق جيش السادس عشر؛
- جنرال المدفعية هرتسوغ، قائد فيلق الجيش الثامن والثلاثون؛
- اللواء شولتز، قائد فرقة المشاة الرابعة والعشرين؛
- اللواء هنز، قائد فرقة المشاة الثلاثين؛
- اللفتنانت جنرال بنزويني، قائد فرقة المشاة الحادية والثمانين؛
- الفريق ستراشويتز، قائد فرقة المشاة السابعة والثمانين؛
- اللواء شاتز، قائد فرقة المشاة 122؛
- اللواء هايلينج، قائد فرقة المشاة 126؛
- اللواء ديم، قائد فرقة المشاة 132؛
- اللواء جيس، قائد فرقة المشاة 205؛
- اللواء باور
- اللواء ريس ، قائد فرقة المشاة 225 ؛
- اللواء هويمان، قائد فرقة المشاة 263 ؛
- اللواء إيبرت، قائد فرقة المشاة 300 ؛
- الفريق مينيل، قائد فرقة المشاة 329 ؛
- الفريق نيومان، قائد فرقة فولكسغرينادير 563 ؛
- اللواء بارت، قائد مجموعة قتالية من الفرقة 21 الجوية؛
- الفريق باند، قائد المنطقة المحصنة كورلاند؛
- SS- Gruppenführer Streckenbach من الفرقة 19 في لاتفيا
- اللواء مولر، قائد مدينة ليبايا .[7][8][10]